# Putifar și soția lui

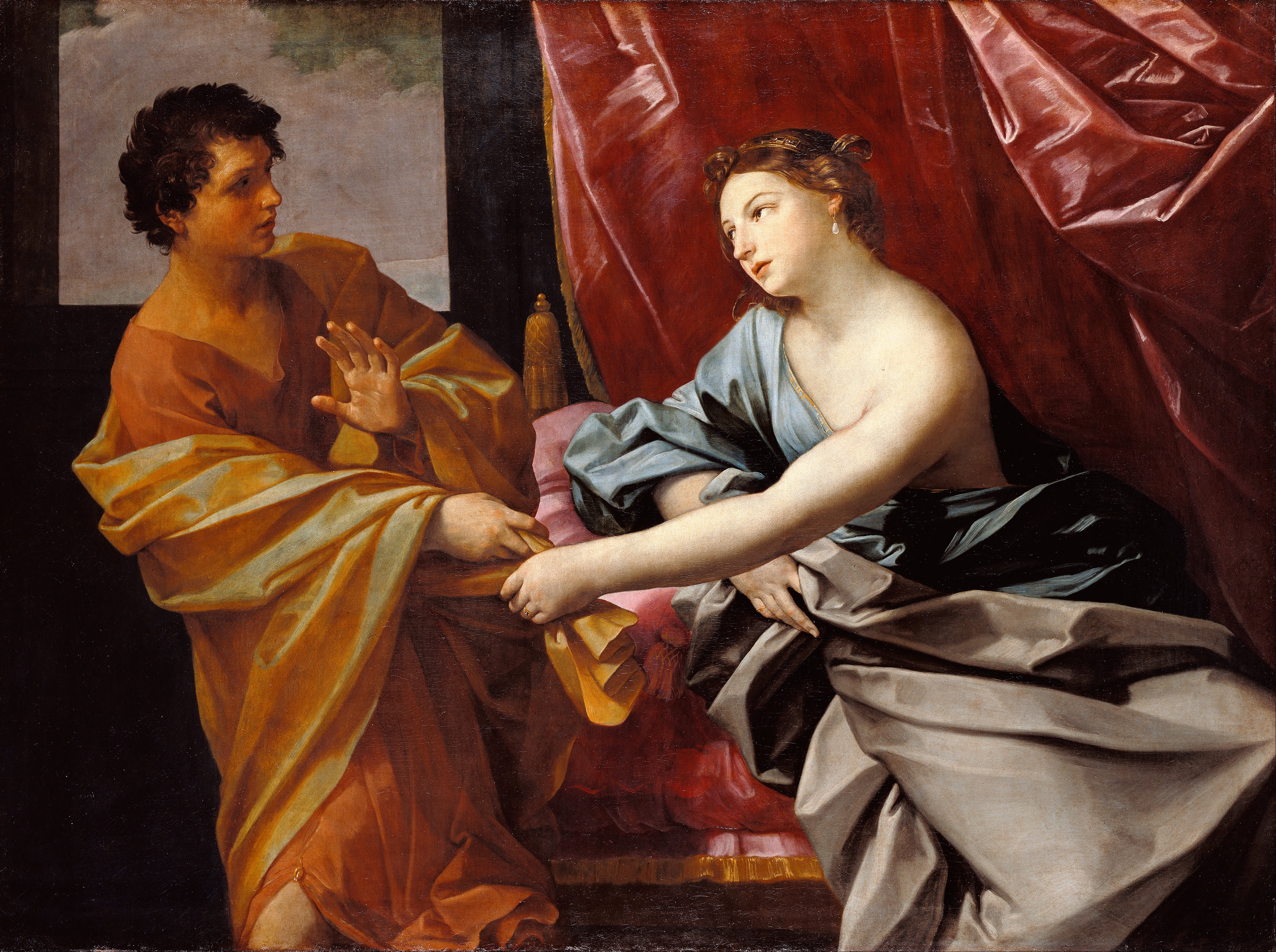
Iosif și soția lui Putifar (1630) de Guido Reni.

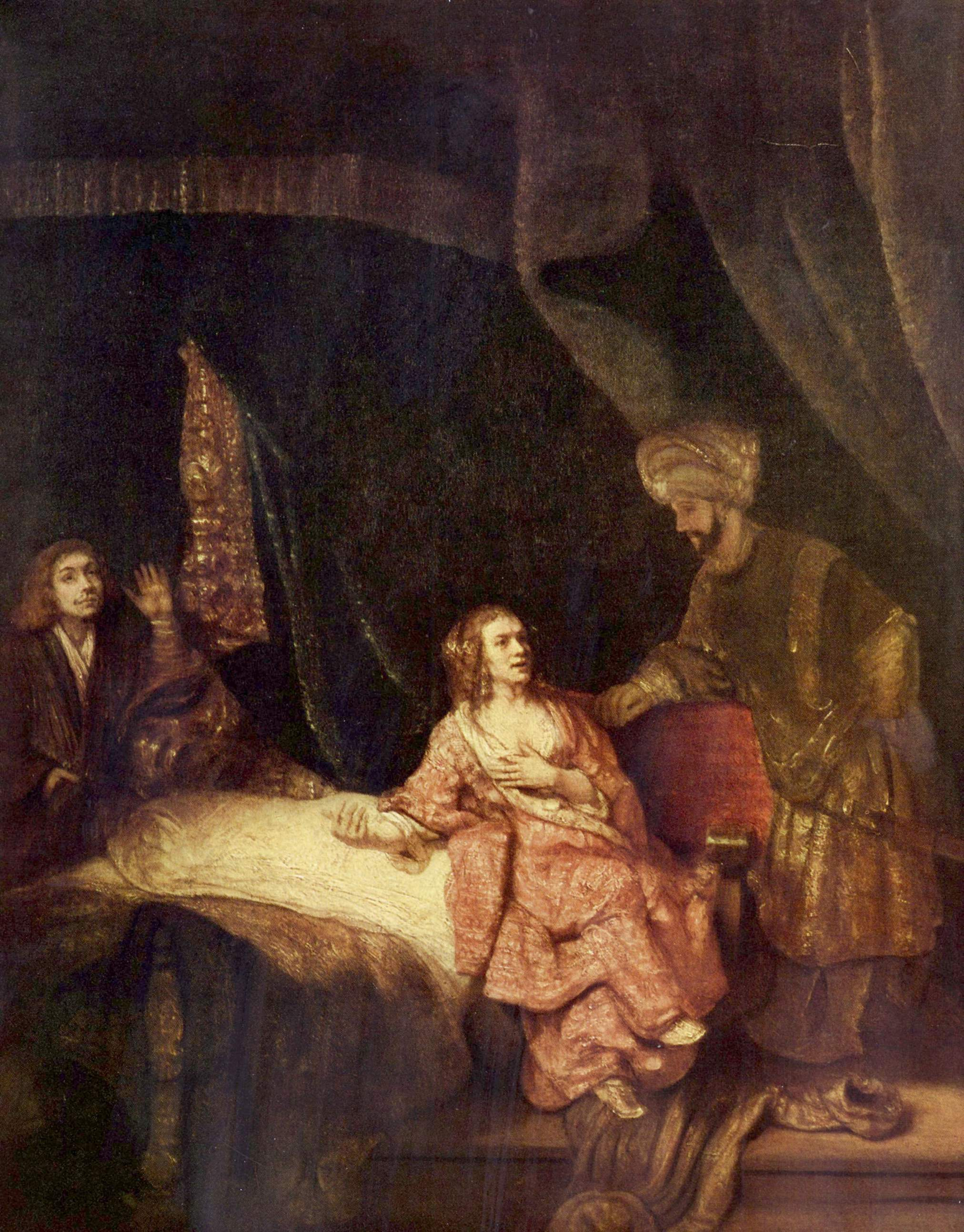
Iosif acuzat de soția lui Putifar (1655) de Rembrandt van Rijn.

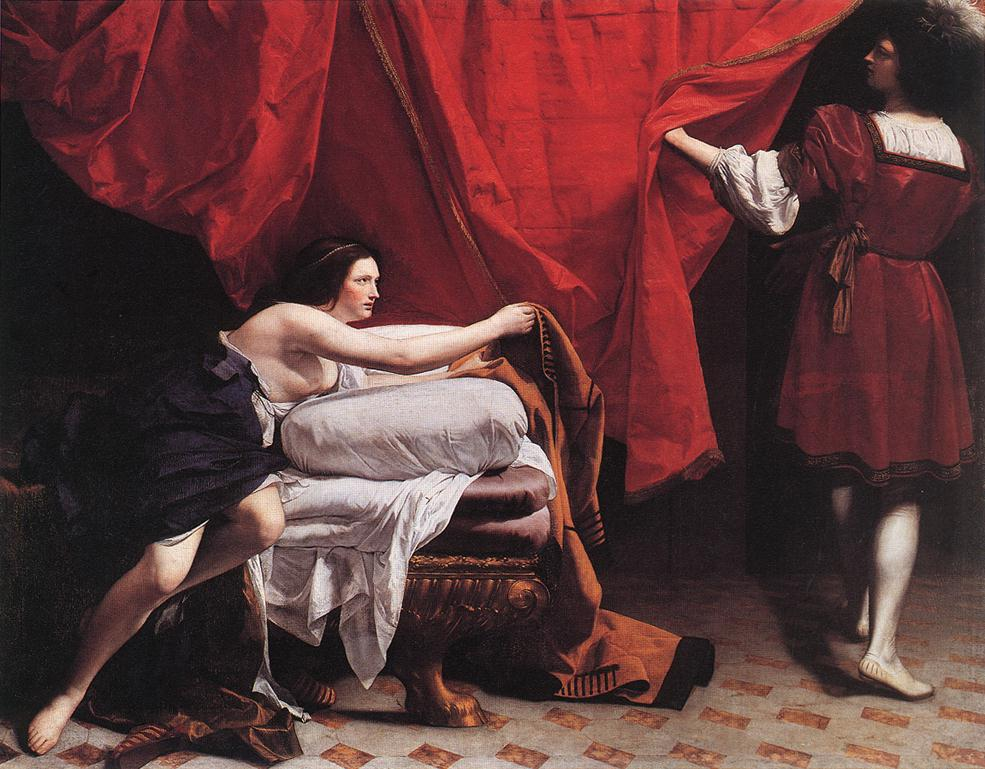
Iosif și soția lui Putifar, plecarea lui Iosif (între 1626 și 1630) de Orazio Gentileschi.

Putifar sau Potifar este un personaj din povestea biblică a lui Iosif din Cartea Geneza. Acolo se spune că Putifar era căpitan al gărzilor palatului. În Coran este menționat cu titlul său, Aziz. Iosif, vândut ca sclav de frații săi, este dus în Egipt, unde este vândut lui Putifar ca un sclav domestic. Putifar îl face pe Iosif șeful gospodăriei sale, dar soția lui Putifar, care nu este numită în Biblie sau în tradiția creștină, devine furioasă pe Iosif pentru că acesta rezistă la încercările ei de a-l seduce și îl acuză pe nedrept de tentativă de viol. Putifar îl aruncă pe Iosif în închisoare, iar capacitatea lui de a interpreta visele va fi aflată mai târziu de Faraon de la ceilalți prizonieri.
După ce interpretarea de către Iosif a viselor lui Faraon și numirea lui ulterioară ca stăpân al Egiptului, Iosif (redenumit Țafnat-Paneah) s-a căsătorit cu Asineta, fiica preotului Poti-Fera din Iliopolis. Poti-Fera ar putea fi aceeași persoană ca și Putifar, iar în acest caz Iosif s-ar fi căsătorit cu fiica femeii responsabile pentru încarcerarea sa pe nedrept.
Textul ebraic medieval Sefer HaYashar, un comentariu al textului Torei, îi dă soției lui Putifar numele de Zuleikha, la fel ca multe tradiții islamice și poemul persan Yusuf și Zulaikha din Haft Awrang („Cele șapte tronuri”) a lui Djami. Din cauza situării acțiunii în Egipt, nu este imposibil de detectat în acest text biblic un ecou al foarte vechii fabule egiptene a celor doi frați Bata si Anpu.
Povestea a fost reprezentată frecvent în arta occidentală din perioadele renascentistă și barocă, arătând, de obicei, momentul în care Iosif se îndepărtează de patul în care se află figura mai mult sau mai puțin dezbrăcată a soției lui Putifar. Miniaturile persane ilustrează adesea povestea Yusuf și Zulaikha din Haft Awrang („Cele șapte tronuri”) a lui Djami.

## Etimologie
Putifar (ebraică פוטיפר) este forma prescurtată a numelui egiptean „Potiphera” ce are sensul „cel pe care l-a dat Ra”. El este analog cu numele de „Teodor”=„darul lui Dumnezeu” din lumea occidentală.

## Galerie

Iosif și soția lui Putifar în artă
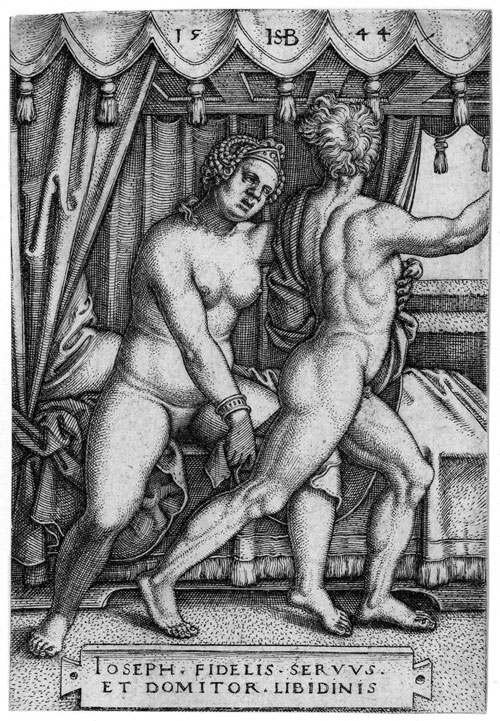
Iosif și soția lui Putifar (1544) de Hans Sebald Beham
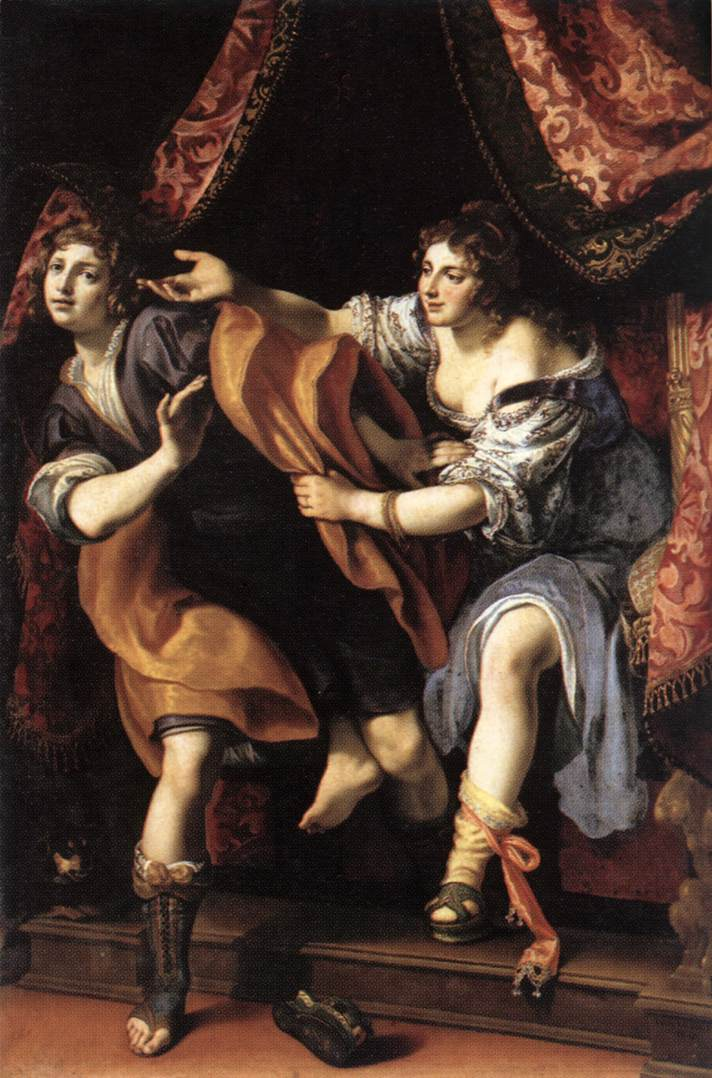
Iosif și soția lui Putifar (1610) de Ludovico Cigoli
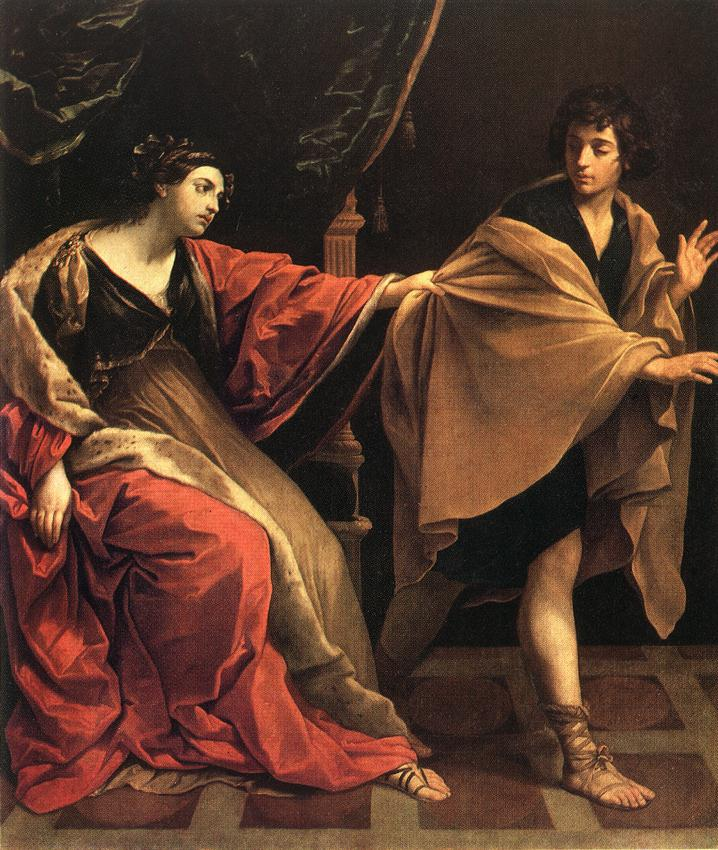
Iosif și soția lui Putifar (1631) de Guido Reni
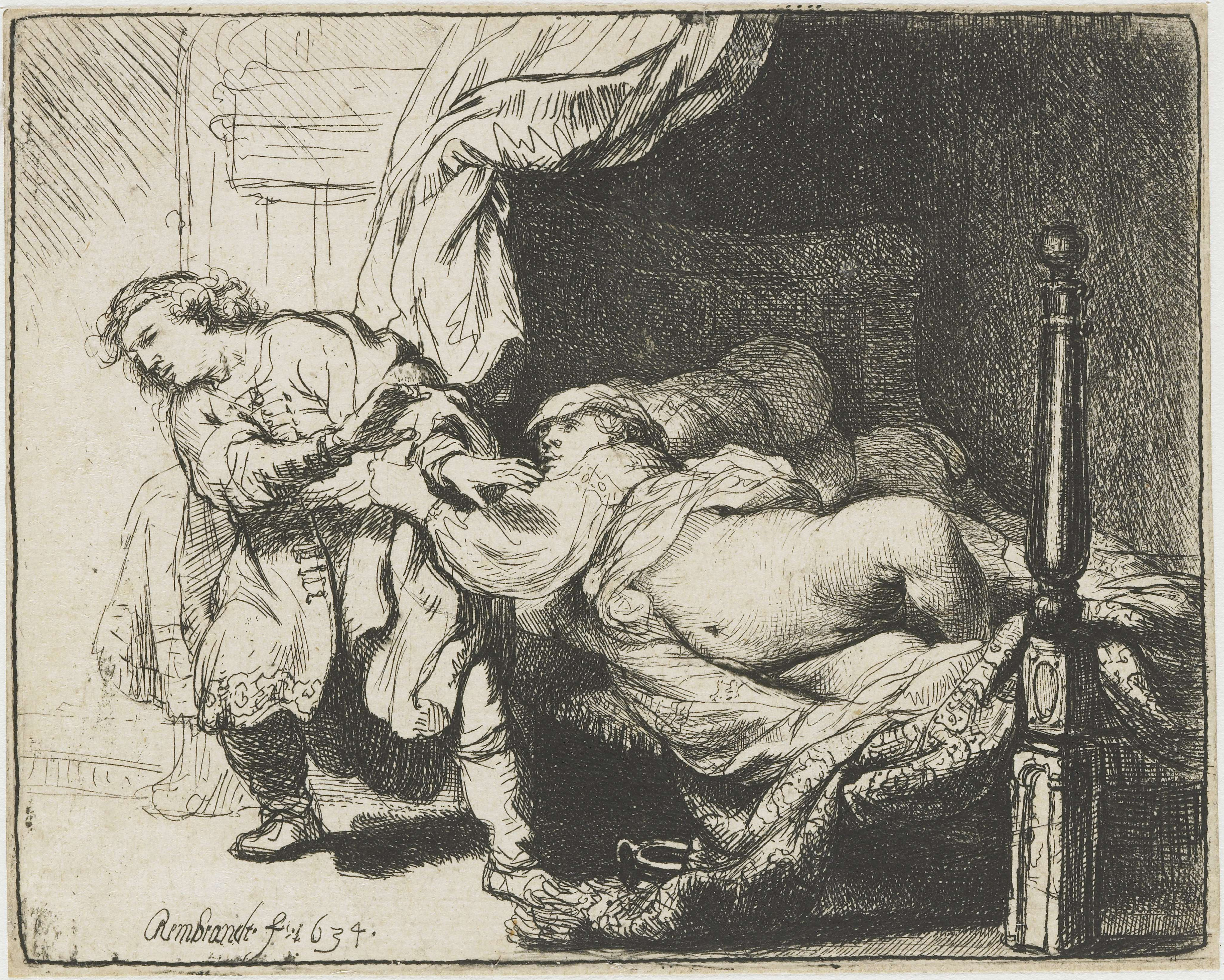
Iosif și soția lui Putifar (1634) de Rembrandt
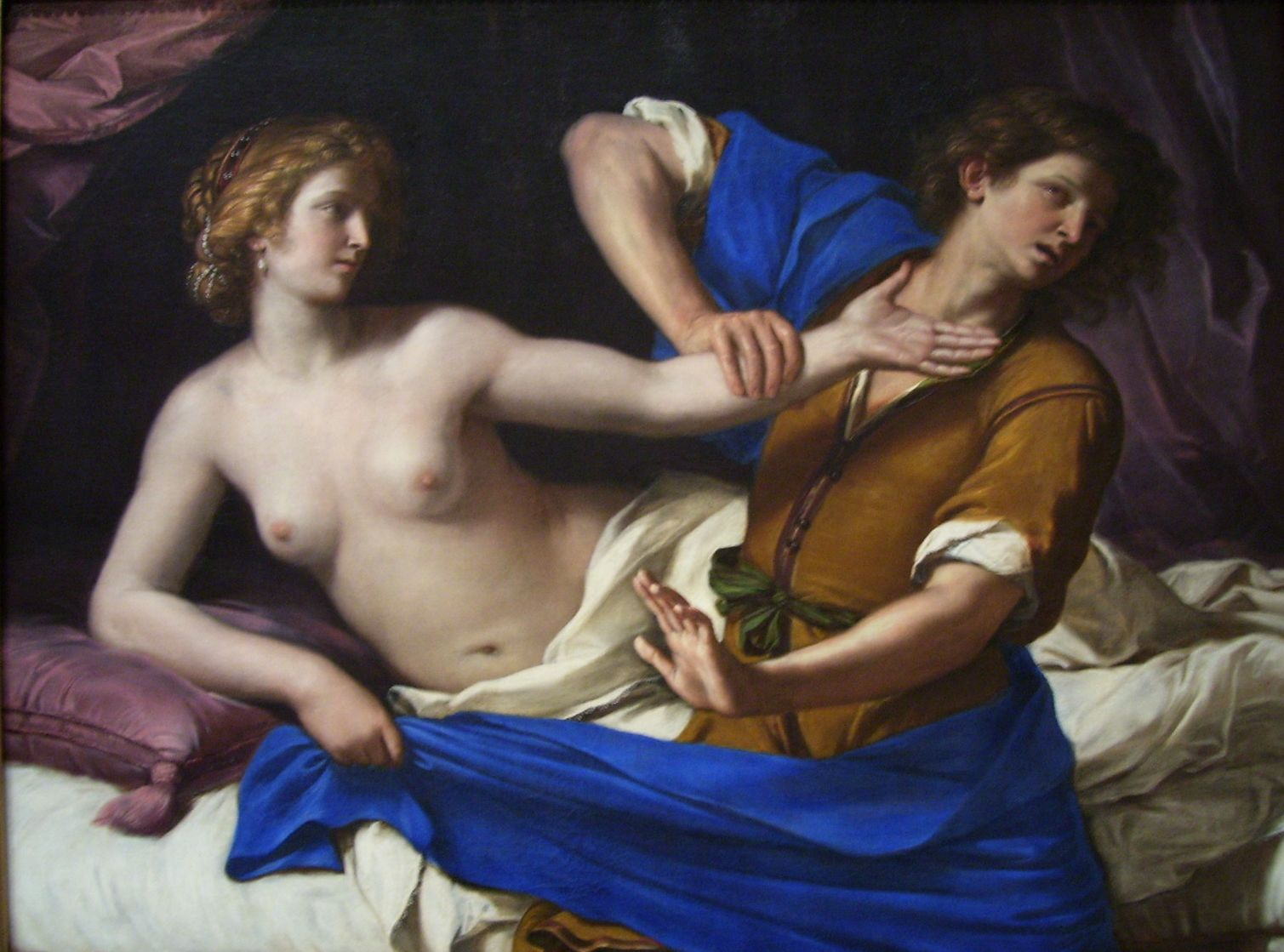
Iosif și soția lui Potifar (1649) de Guercino
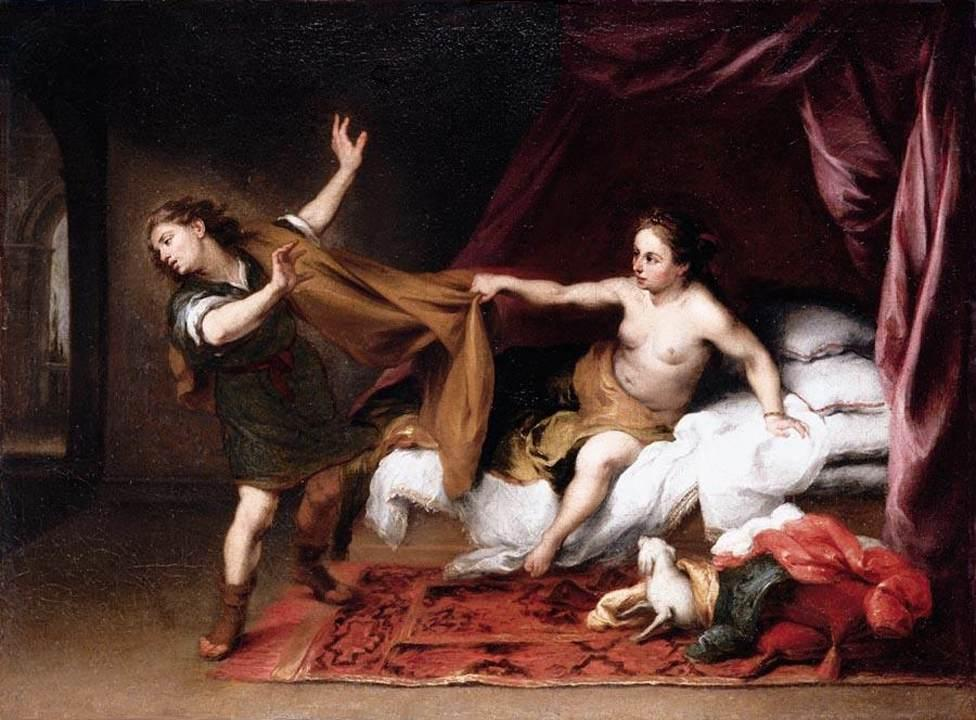
Iosif și soția lui Putifar (aprox. 1660) de Bartolomé Esteban Perez Murillo
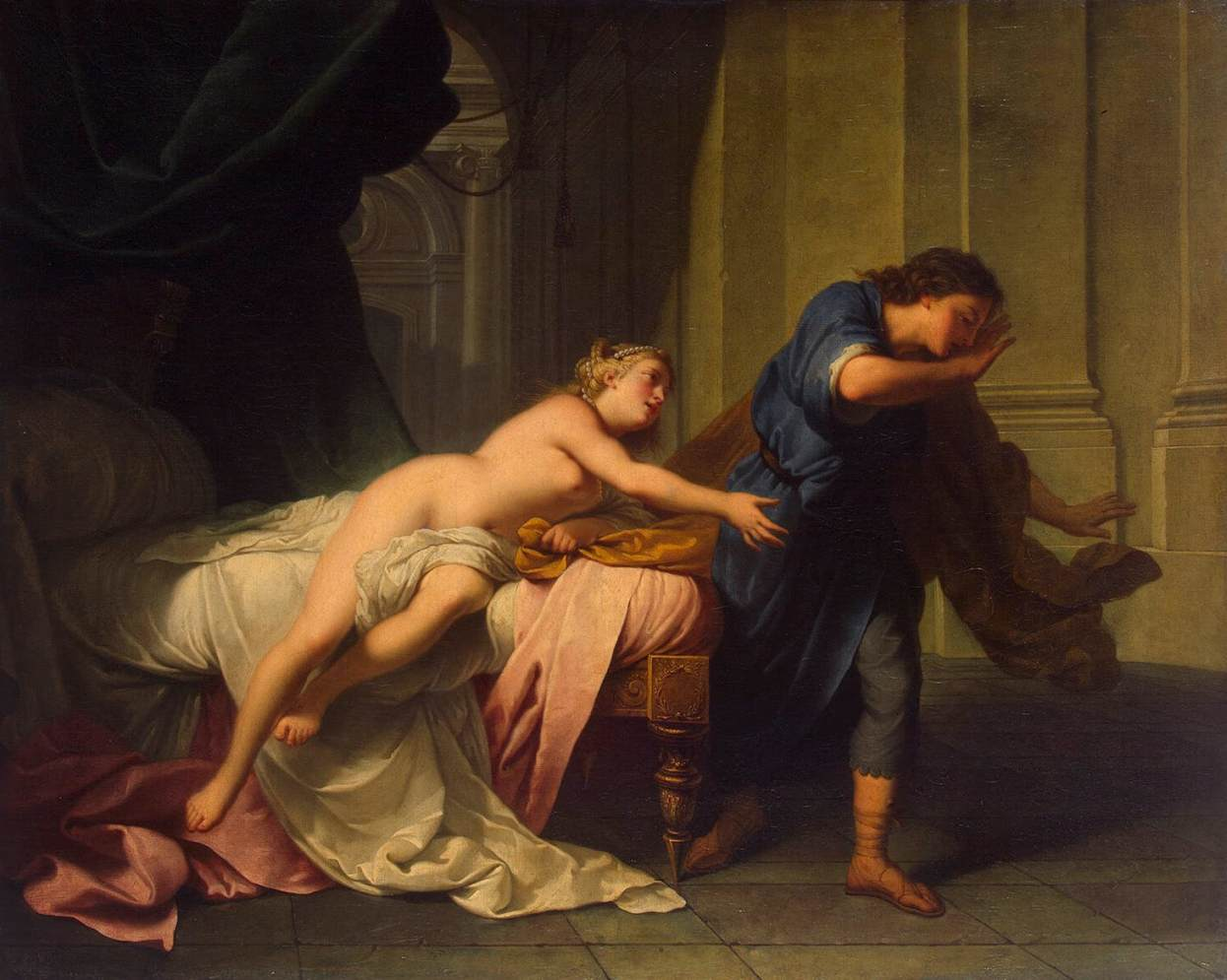
Iosif și soția lui Putifar (1711) de Jean-Baptiste Nattier